# PSG Zlín
PSG Zlín – czeski klub hokejowy z siedzibą w Zlinie występujący w rozgrywkach czeskiej Tipsport Extraliga (od sezonu 1993/94).

## Nazwy klubu
- ZK Baťa Zlín (1945−1949)
- Sokol Svit Gottwaldov (1949−1958)
- TJ Gottwaldov (1958−1990)
- AC ZPS Zlín (1990−1997)
- HC ZPS - Barum Zlín (1997−1999)
- HC (Barum) Continental Zlín (1999−2002)
- HC Hamé Zlín (2002−2007)
- RI OKNA Zlín (2007−2009)
- PSG Zlín (od 2009)
- Aukro Berani Zlín (od 2017)

## Sukcesy

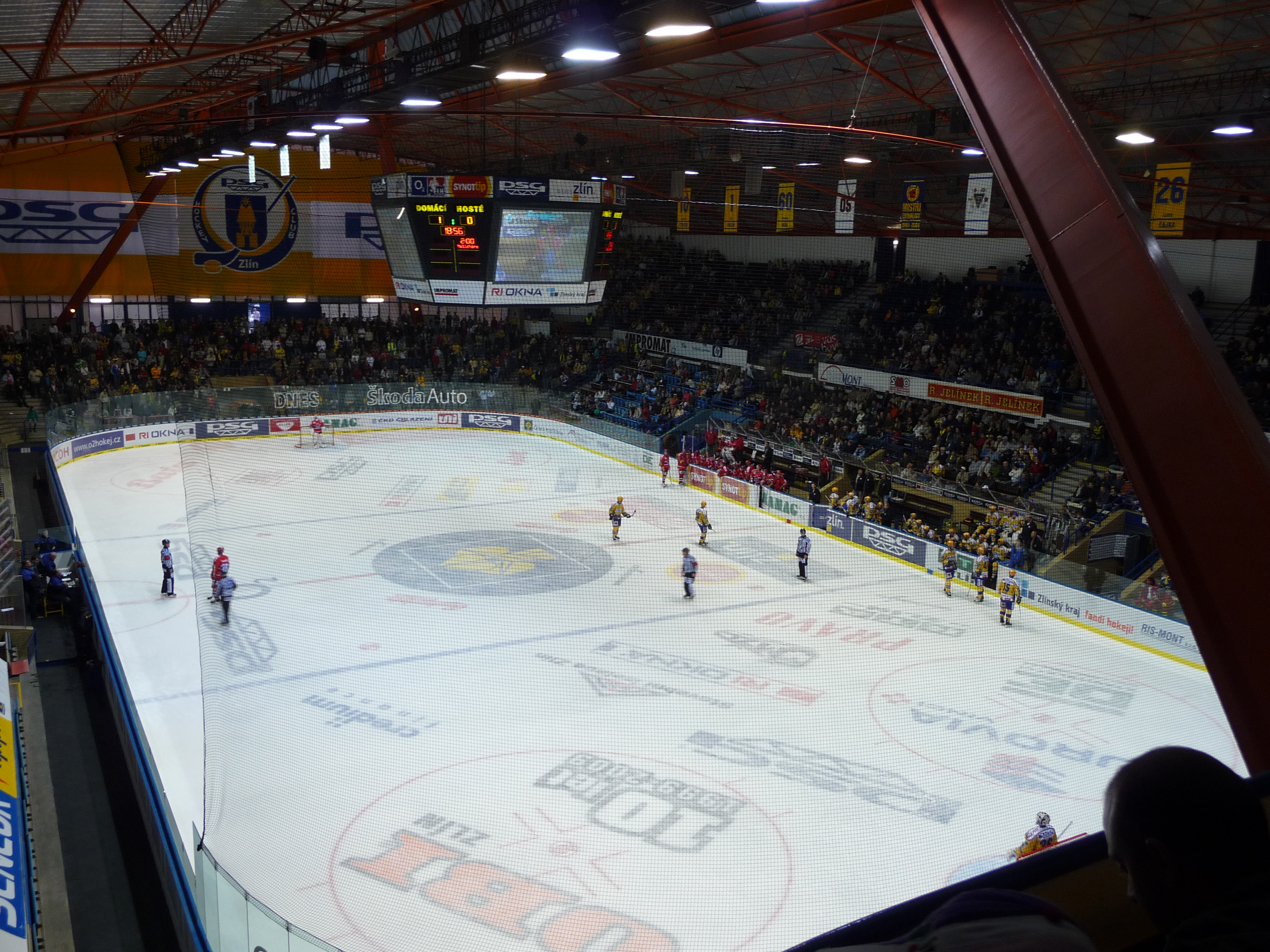
Zimní stadion Luďka Čajky (2009)

- Złoty medal mistrzostw Czech: 2004, 2014
- Srebrny medal mistrzostw Czech: 1995, 1999, 2005, 2013
- Brązowy medal mistrzostw Czech: 2002
- Puchar Prezydenta Czeskiej Federacji Hokeja na Lodzie: 2013[1][2][3]